# Spiros
Spiros ist ein männlicher Vorname.

## Herkunft und Bedeutung
Der Name ist griechischen Ursprungs und eine Kurzform von Spyridon.
Es handelt sich um einen männlichen Vornamen, der in der griechischsprachigen Bevölkerung (Griechenland, insbesondere in Korfu, dessen Schutzpatron der Heilige Spyridon ist, auf Zypern, griechische Diaspora) sowie unter den Christen im Libanon, wo er ein gebräuchlicher Vor- und Nachname ist, recht häufig vorkommt. Er ist eine verkürzte Form des archaisch klingenden Spyridon (Σπυρίδων), was im Altgriechischen „Korb, der zum Tragen von Samen verwendet wurde“ bedeutet (Σπυρί, Korn, Samen).
Špiro ist auch ein männlicher kroatischer und montenegrinischer Name.
In Deutschland entstand der Familienname Spiro als eine Verfälschung von Speyer, dem Namen einer Stadt im Rheinland. Er ist einer von mehreren jüdischen Familiennamen, die auf diese Weise entstanden sind, zusammen mit dem Familiennamen Shapiro.

## Varianten
- Spyros

## Bekannte Namensträger
- Spiros Argiris (1948–1996), griechischer Dirigent
- Spiros Efthimiadis (* geb. im 20. Jahrhundert), deutsch-griechischer Gitarrist
- Spiros Focás (1937–2023), griechischer Schauspieler
- Spiros Latsis (* 1946), griechischer Unternehmer
- Spiros Simitis (1934–2023), deutscher Jurist und Datenschutzexperte griechischer Herkunft
- Spiros Stathoulopoulos (* 1978), griechisch-kolumbianischer Textilingenieur
- Spiros Zodhiates (1922–2009), griechisch-amerikanischer Theologe, Autor und Missionar